# 帕尔泰诺佩共和国
帕爾泰諾佩共和國（義大利語：Repubblica Partenopea）是法蘭西第一共和國創建的一個傀儡國家，其軍事依靠法國軍隊。帕爾泰諾佩共和國位於義大利南部，領土範圍相當於那不勒斯王國的領土。帕爾泰諾佩共和國存在於1799年1月21日至1799年6月13日之間，之後那不勒斯王國復興，取代了帕爾泰諾佩共和國。